# Czełburda
Czełburda (ukr. Челбурда, do 2016 Prołetarka, ukr. Пролетарка) – wieś na Ukrainie, w obwodzie chersońskim, w rejonie chersońskim, w hromadzie Ołeszky. W 2001 liczyła 633 mieszkańców, spośród których 588 wskazało jako ojczysty język ukraiński, a 45 rosyjski.